# Нотатки від татка
«Нотатки від татка» (англ. Sticky Notes) — сімейний комедійний драматичний фільм, світова прем'єра якого відбулась 18 червня 2016 на Міжнародному кінофестивалі в Единбурзі.

## У ролях
| Актор          | Роль    |
| -------------- | ------- |
| Рей Ліотта     | Джек    |
| Роуз Леслі     | Афіна   |
| Джина Родрігес | Наталія |
| Джастін Барта  | Браян   |
| Алекс Резнік   | Макс    |
| Раві Найду     | Гупта   |
| Джарен Мітчелл | Вес     |

## Сюжет
Танцівниця Афіна (Роуз Леслі) та її батько Джек (Рей Ліотта) — ексцентрична пара. Вона живе у Лос-Анджелесі, їсть тільки органічне, палить щохвилини та спить з усіма підряд. Він — справжній король примх, полюбляє командувати, смоктати соску і розклеювати свої нотатки по всьому будинку у Флориді. Та коли у Джека знаходять рак, Афіні доведеться забути про розбіжності — і знайти сили на прощення.

## Створення фільму

### Виробництво
Влітку 2014 Роуз Леслі, Джастін Барта, Джина Родрігес приєднались до Рея Ліотти в незалежному дебютному фільмі Аманди Шарп «Нотатки від татка», зйомки якого проходили в Новому Орлеані, США.

### Знімальна група
- Кінорежисер — Аманда Шарп
- Сценарист — Аманда Шарп
- Кінопродюсер — Кеті Мастард
- Кіномонтаж — Емі Е. Даддлстон, Блейк Манікіс, Елла Гатамян
- Художник-постановник — Брендон Тоннер-Конноллі
- Художник по костюмах — Шарліз Антуанетта Джонс
- Підбір акторів — Сіг Де Мігель, Стівен Вінсент[4].

## Сприйняття
Фільм отримав змішані відгуки. На сайті Rotten Tomatoes оцінка стрічки становить 44 % від глядачів із середньою оцінкою 3,3/5 (28 голосів). Фільму зарахований «розсипаний попкорн» від глядачів, Internet Movie Database — 5,9/10 (476 голосів).